# Opfingen
Opfingen es un barrio en el oeste de Friburgo de Brisgovia en Baden-Wurtemberg, Alemania. Está ubicado al este del Tuniberg. Fue incorporado a Friburgo en 1971. A Opfingen pertenecen los caseríos St. Nikolaus y Wippertskirch.

## Enlaces
- Wikimedia Commons alberga una categoría multimedia sobre Opfingen.